# Foster-Plateau
Das Foster-Plateau ist ein 80 km² großes Hochplateau im Norden des Grahamlands auf der Antarktischen Halbinsel. Es liegt zwischen dem Drygalski- und dem Hektoria-Gletscher.
Luftaufnahmen der Falkland Islands and Dependencies Aerial Survey Expedition (1956–1957) dienten dem Falkland Islands Dependencies Survey (FIDS) der Kartierung. Das UK Antarctic Place-Names Committee benannte das Plateau 1960 nach Richard Arthur Foster (* 1929), Leiter der Station des FIDS auf Danco Island in den Jahren 1956 und 1957.